# Усманов, Тимур Турсунпулатович
Усманов Тимур Турсунпулатович (15 июля 1980, Усть-Каменогорск, СССР) — российский общественный деятель, эколог, правозащитник. Член Центрального совета и председатель Московской областной организации «Всероссийское общество охраны природы» (ВООП). Основатель и руководитель межрегиональной общественной организации «Тут грязи нет», просветительских проектов для детей и юношества федерального уровня («Разделяй и Умножай», «Детки Кремлёвской елки»). Председатель совета Национального экологического корпуса (НЭК). Спортсмен-армрестлер, чемпион России, двукратный чемпион Европы, мастер спорта России международного класса по армрестлингу (1998). Президент Всероссийской федерации армрестлинга ВФА.

## Биография
Родился 15 июля 1980 года на территории Казахской ССР, в городе Усть-Каменогорске. Мать — геодезист, отец — геолог. Сам Тимур Усманов прошел профильную подготовку аудитора-эколога в Национальной экологической аудиторской Палате. Обучается в Российской академии народного хозяйства и государственной службы при Президенте РФ (РАНХиГС) по специальности «Государственное и муниципальное управление».
С 2009 года активно занимается природоохранной и благотворительной деятельностью. Автор ряда экологических проектов и инициатив.
Женат, трое детей.

## Общественная деятельность
В 2011 году основал и возглавил «зеленую» общественную организацию «Тут грязи нет». Первые акции проводились в Новосибирской области, позже к реализации экофестивалей и тематических проектов примкнули другие регионы России. В настоящее время «Тут грязи нет» имеет официальный межрегиональный статус. А проект «Школы и садики за раздельный сбор отходов», стартовавший в 2013 году, был перезапущен в 2019 как федеральный эколого-просветительский проект «Разделяй и Умножай». За этот период к практическим задачам раздельного сбора ТКО присоединилось более 1 млн участников и свыше 1,5 тыс. школ и ДОУ из разных субъектов РФ. Волонтерская миссия и просветительские цели «Разделяй и Умножай» получили поддержку Минприроды России.
На Международном форуме ШОС-2012 Усманов был удостоен диплома за разработку интерактивного проекта «Экологическая карта России», направленного на мониторинг в реальном времени любых нарушений в сфере экологии.
Соучредитель Новосибирского областного отделения Всероссийского общества охраны природы. В 2017 году был избран в состав Центрального Совета ВООП и возглавил Московскую областную организацию. Тогда же начал участвовать в реализации международного проекта «Детки Кремлёвской елки», основанного «на стратегии живого вовлечения детей и подростков в экологические практики с высокой личной мотивацией». Организаторами проекта также являются Администрация и Управление делами Президента РФ. За время существования «Деток» юннатам из разных стран передано более 1 тыс. экокубов с семенами Кремлёвской ели. Семена в дальнейшем проращиваются и высаживаются, а основная древесина идет на эксклюзивную вторпереработку. Например, из нее изготавливались хоккейные клюшки, которые Президент России В. В. Путин вручал юным хоккеистам. В 2020 году экокубы с семенами были также подарены актеру, экофилантропу Леонардо Ди Каприо и Генеральному секретарю ООН Антониу Гутерришу. Из ствола ели были изготовлены памятные сувениры для новобрачных и ветеранов, кубки для юных активистов и их семей. В рамках проекта также проводятся благотворительные мероприятия, направленные на поддержку лесов и других актуальных экологических задач.
Выступает за всеобщее повышение экологической грамотности общества. «В целях формирования экологичного интеллекта в опыте и будущем нации», обратился к Президенту РФ Владимиру Путину с просьбой объявить 2021 год «Годом экологического просвещения в России». В формате экопросвещения работает не только с детьми, развивая тренды «зеленого обучения» в корпоративной культуре, государственных структурах. В 2020 году Усманов предложил Минприроды разработать программу курсов по технике экологической безопасности для сотрудников и обучающих курсов для руководителей ГУПов и МУПов.
Особое внимание уделяет реализации региональной экологической политики, аспектам «зеленого» сотрудничества территорий и регуляции экопроблем на местах. В марте 2020 года от лица ВООП обратился в адрес Министерства природных ресурсов и экологии РФ с инициативой о разработке федерального проекта межрегионального экологического сотрудничества «Экология макрорегионов», где, в частности, предлагается ввести должность омбудсмена по экологическим вопросам в каждом из 12 макрорегионов России. А также «на уровне саморегуляции» подписать «Экологическую хартию регионов» и выделить регионы-кураторы, которые способны поделиться успешным опытом в сфере экологии. Отметил, что проект может помочь не только достижению целей нацпроекта «Экология», но и «улучшению качества жизни россиян на местах».
Возглавляемый Усмановым союз «Национального экологического корпуса», объединяющий 57 региональных представительств, и общероссийская общественная организация «Зеленый патруль» долгосрочно работают над Национальным экологическим рейтингом субъектов Российской Федерации. Результаты мониторинговых исследований регионов ежеквартально публикуются в СМИ. Экспертная позиция эколога здесь связана с важностью оценки индекса экологического самочувствия граждан, который «должен быть введен в региональные мониторинги повсеместно», поскольку критерий состояния экологии включен президентом России в общий KPI глав субъектов страны. Также персонально участвует в разных формах общественного контроля, включая мониторинг проведения «мусорной реформы» в Подмосковье.
В 2020 году Усманов выступил с рядом инициатив, нацеленных на повышение экологической и гуманитарной интеграции в международном сообществе. В телеграмме, посвященной 75-летию ООН и адресованной генсеку организации Гутерришу, он обозначил присоединение России к глобальной дискуссии #UN75 и выразил надежду, что из семян Кремлёвской ели «будут выращены настоящие Леса Мира, посвященные памятной для всего мира дате — 75-летию со дня окончания Второй Мировой войны». В письме к Леонардо Ди Каприо эколог подчеркнул важность информационного сотрудничества в сфере популяризации рециклинга с Leonardo DiCaprio Foundation и предложил высадить общие Аллеи дружбы, которые «станут не просто символом важного начинания — настоящим „Началом“ озеленения тех территорий, где это особенно необходимо».
За личный вклад в общественную деятельность в сфере экологии и благотворительности неоднократно отмечен именными благодарственными письмами и грамотами от Управления делами Президента Российской Федерации, Министерства природных ресурсов и экологии России, Федеральной службы по надзору в сфере природопользования, региональных министерств и ведомств разного профиля.

## Спортивная карьера
С детства занимался спортом. Имеет звание мастера спорта по горным лыжам, был чемпионом Казахстана среди юниоров (1993).
Позднее — профессиональный армрестлер, воспитанник заслуженного тренера Республики Казахстан, судьи международной категории Кадырхана Сатыбалды. Трехкратный чемпион Казахстана по армрестлингу.
В 1998 году, после переезда в Россию, победил на Чемпионате Сибири и Дальнего Востока. В этом же году стал чемпионом России и двукратным чемпионом Европы на турнире в Праге (Чехия). Имеет звание мастера спорта России международного класса по армрестлингу.
Профессиональную спортивную карьеру завершил в начале 2000-х, когда стал главным тренером Новосибирской областной федерации армрестлинга. На базе федерации тренировал чемпиона Европы (по версии WAF, 2005) в супертяжелом весе Рустама Камчиева.
С 2021 года – Президент Всероссийской федерации армрестлинга. Под эгидой федерации проводятся крупнейшие всероссийские и международные турниры по армрестлингу.